# Phalangogonia jamesonae
Phalangogonia jamesonae är en skalbaggsart som beskrevs av Smith och Moron 2003. Phalangogonia jamesonae ingår i släktet Phalangogonia och familjen Rutelidae. Inga underarter finns listade i Catalogue of Life.